# Josip Sedej
Josip Sedej, slovenski odvetnik in publicist , * 10. april 1899, Cerkno, † 1. maj 1977, Zagreb.

## Življenje in delo
Rodil se je v kmečki družini očetu Antonu in materi gospodinji Marijani (rojena Rojc). Ljudsko šolo je obiskoval v rojstnem kraju (1904-1909), pet razredov nemške gimnazije v Gorici, preostale razrede pa v Ljubljani, kjer je leta 1917 tudi maturiral. Na svoj 18. rojstni je bil poklican k vojakom, naslednje leto pa poslan na tirolsko fronto, kjer je šel v italijansko ujetništvo ter se preko Trsta šele leta 1919 vrnil domov v Cerkno. Še istega leta se je  skrivaj napotil v Kraljevino Srbov, Hrvatov in Slovencev kjer se je v Zagrebu vpisal na Pravno fakulteto in leta 1923 doktoriral. V Zagrebu je do leta 1927 služboval kot odvetniški pripravnik, nato pa postal samostojni odvetnik in to službo opravljal do leta 1974. Sedej je bil znana osebnost v Zagrebu ter spoštovan med kolegi, saj je bil 15 let član disciplinskega sodišča, več let pa tudi predsednik disciplinskega sveta hrvaških odvetnikov.
Ohranil je stike z domačimi in se redno vračal v rodno Cerkno. Zanimali so ga polpretekli časi in domoznanstvo Cerkljanskega, pa tudi sodobna zgodovina. Napisal je knjigo spominov Svetovni popotnik pripoveduje, ki je izšla v dveh delih (Zagreb, 1975, 1976). V strokovnem glasilu Odvjetnik pa je objavil več strokovnih člankov, v drugih hrvaških časopisih pa je izšlo več člankov v katerih je orisal like očeta, strica goriškega nadškofa in svojih bratov. 